# 8ste Oscaruitreiking
De 8ste Oscaruitreiking, waarbij prijzen werden uitgereikt aan de beste prestaties in films uit 1935, vond plaats op 5 maart 1936 in het Biltmore Hotel in Los Angeles. De ceremonie werd gepresenteerd door Frank Capra.
De grote winnaar van de avond was The Informer, met in totaal zes nominaties en vier Oscars.

## Winnaars en genomineerden

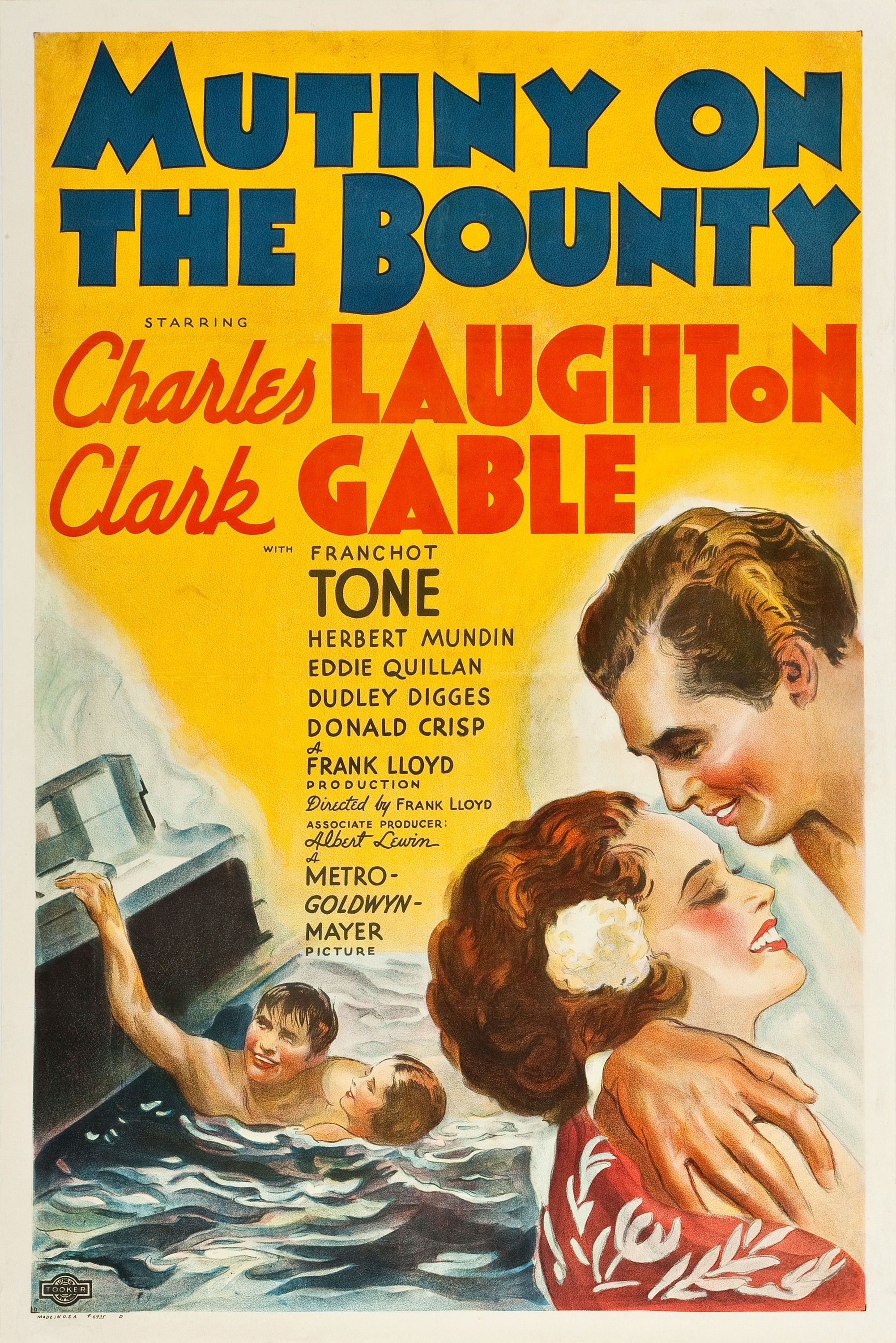
Poster Mutiny on the Bounty, beste film

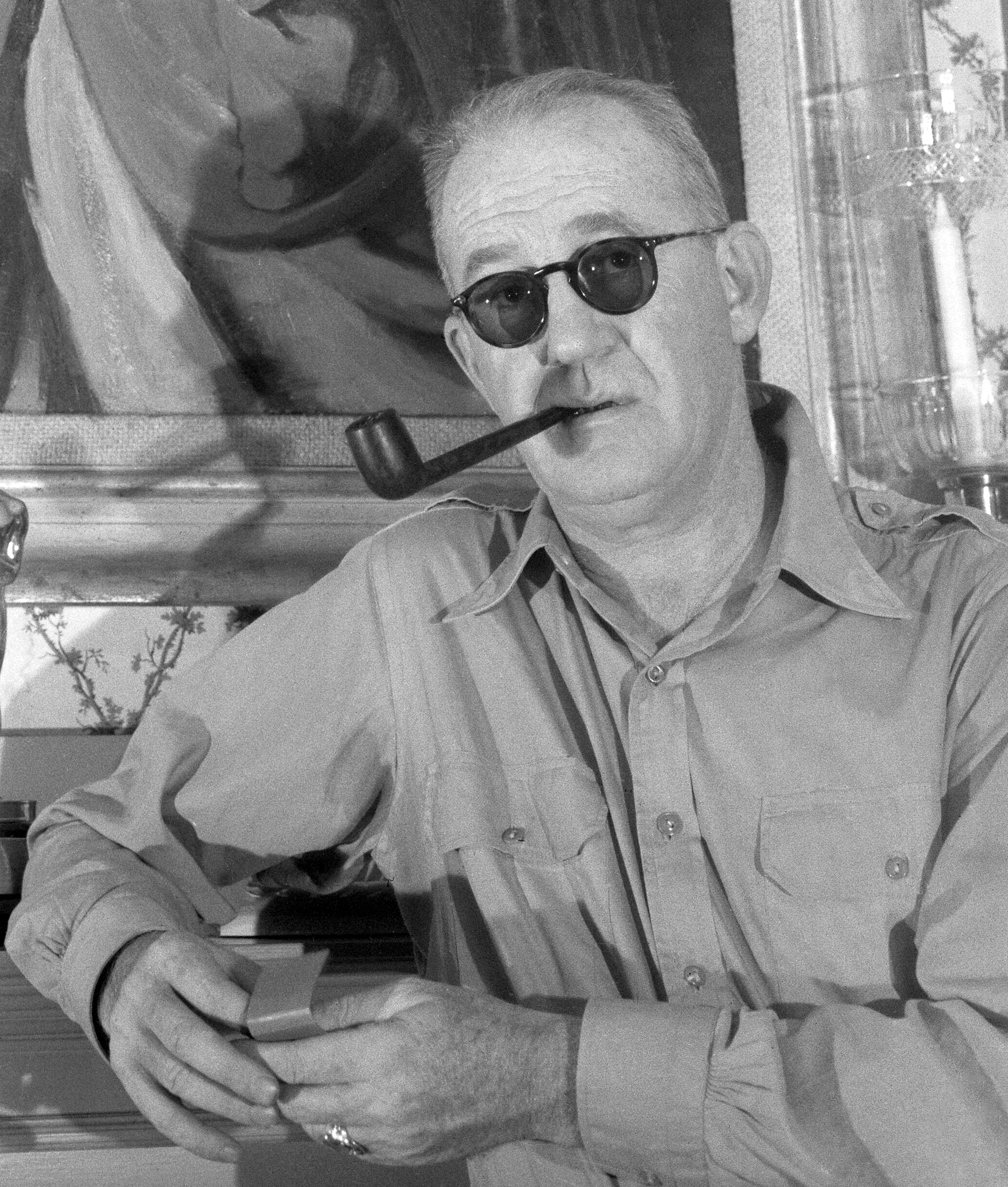
John Ford, beste regisseur

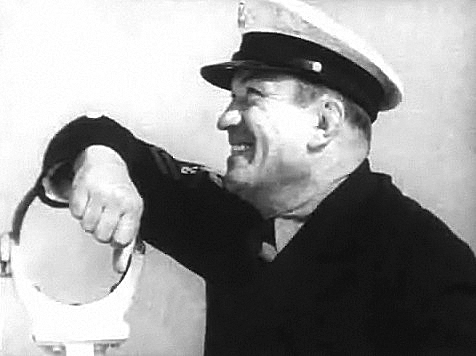
Victor McLaglen, beste acteur

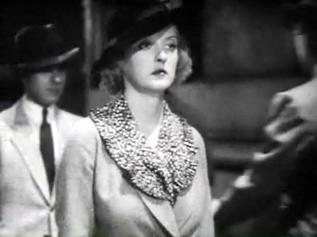
Bette Davis, beste actrice

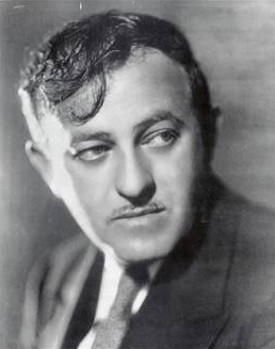
Ben Hecht, beste verhaal

De winnaars staan bovenaan in vet lettertype.

#### Beste film
- Mutiny on the Bounty - Metro-Goldwyn-Mayer
  - Alice Adams - RKO Radio
  - Broadway Melody of 1936 - Metro-Goldwyn-Mayer
  - Captain Blood - Cosmopolitan
  - David Copperfield - Metro-Goldwyn-Mayer
  - The Informer - RKO Radio
  - Les Misérables - 20th Century
  - The Lives of a Bengal Lancer - Paramount
  - A Midsummer Night's Dream - Warner Bros.
  - Naughty Marietta - Metro-Goldwyn-Mayer
  - Ruggles of Red Gap - Paramount
  - Top Hat - RKO Radio

#### Beste regisseur
- John Ford - The Informer
  - Michael Curtiz - Captain Blood [noot 1]
  - Henry Hathaway - The Lives of a Bengal Lancer
  - Frank Lloyd - Mutiny on the Bounty

#### Beste acteur
- Victor McLaglen - The Informer
  - Clark Gable - Mutiny on the Bounty
  - Charles Laughton - Mutiny on the Bounty
  - Paul Muni - Black Fury [noot 1]
  - Franchot Tone - Mutiny on the Bounty

#### Beste actrice
- Bette Davis - Dangerous
  - Elisabeth Bergner - Escape Me Never
  - Claudette Colbert - Private Worlds
  - Katharine Hepburn - Alice Adams 
  - Miriam Hopkins - Becky Sharp
  - Merle Oberon - The Dark Angel

#### Beste bewerkte scenario
- The Informer - Dudley Nichols
  - Captain Blood - Casey Robinson[noot 1]
  - The Lives of a Bengal Lancer - Waldemar Young, John L. Balderston, Achmed Abdullah, Grover Jones en William Slavens McNutt
  - Mutiny on the Bounty - Talbot Jennings, Jules Furthman en Carey Wilson

#### Beste verhaal
- The Scoundrel - Ben Hecht en Charles MacArthur
  - Broadway Melody of 1936 - Moss Hart
  - G-Men - Gregory Rogers[noot 1]
  - The Gay Deception - Don Hartman en Stephen Avery

#### Beste camerawerk
- A Midsummer Night's Dream - Hal Mohr [noot 1]
  - Barbary Coast - Ray June
  - The Crusades - Victor Milner
  - Les Misérables - Gregg Toland

#### Beste montage
- A Midsummer Night's Dream - Ralph Dawson
  - David Copperfield - Robert J. Kern
  - The Informer - George Hively
  - Les Misérables - Barbara McLean
  - The Lives of a Bengal Lancer - Ellsworth Hoagland
  - Mutiny on the Bounty - Margaret Booth

#### Beste artdirection
- The Dark Angel - Richard Day
  - The Lives of a Bengal Lancer - Hans Dreier en Roland Anderson
  - Top Hat - Carroll Clark en Van Nest Polglase

#### Beste originele muziek
- The Informer - RKO Radio Studio Music Department
  - Captain Blood - Warner Bros.-First National Studio Music Department[noot 1]
  - Mutiny on the Bounty - MGM Studio Music Department
  - Peter Ibbetson - Paramount Studio Music Department

#### Beste originele nummer
- "Lullaby of Broadway" uit Gold Diggers of 1935 - Muziek: Harry Warren, tekst: Al Dubin
  - "Cheek to Cheek" uit Top Hat - Muziek en tekst: Irving Berlin
  - "Lovely to Look At" uit Roberta - Muziek: Jerome Kern, tekst: Dorothy Fields en Jimmy McHugh

#### Beste geluid
- Naughty Marietta - Metro-Goldwyn-Mayer Studio Sound Department, Douglas Shearer
  - $1,000 a Minute - Republic Studio Sound Department
  - Bride of Frankenstein - Universal Studio Sound Department, Gilbert Kurland
  - Captain Blood - Warner Bros.-First National Studio Sound Department, Nathan Levinson
  - The Dark Angel - United Artists Studio Sound Department, Thomas T. Moulton
  - I Dream Too Much - RKO Radio Studio Sound Department, Carl Dreher
  - The Lives of a Bengal Lancer - Paramount Studio Sound Department, Franklin B. Hansen
  - Love Me Forever - Columbia Studio Sound Department, John Livadary
  - Thanks a Million - 20th Century-Fox Studio Sound Department, E.H. Hansen

#### Beste korte film

##### Komedie
- How to Sleep - Jack Chertok
  - Oh, My Nerves - Jules White
  - Tit for Tat - Hal Roach

##### Vernieuwend
- Wings over Mt. Everest - Gaumont British en Skibo Productions
  - Audioscopiks - Pete Smith
  - Camera Thrills - Universal

#### Beste korte animatiefilm
- Three Orphan Kittens - Walt Disney
  - The Calico Dragon - Harman-Ising
  - Who Killed Cock Robin? - Walt Disney

#### Beste regieassistent
- Clem Beauchamp en Paul Wing - The Lives of a Bengal Lancer
  - Joseph Newman - David Copperfield
  - Eric Stacey - Les Misérables
  - Sherry Shourds - A Midsummer Night's Dream [noot 1]

#### Beste dansinstructie
- "I've Got a Feeling You're Fooling" uit Broadway Melody of 1936 en "Straw Hat" uit Folies Bergère - Dave Gould
  - "Viennese Waltz" uit All the King's Horses en "It's the Animal in Me" uit The Big Broadcast of 1936 - LeRoy Prinz
  - "Playboy from Paree" uit Broadway Hostess en "Latin from Manhattan" uit Go into Your Dance - Bobby Connolly
  - "Lullaby of Broadway" en "The Words Are in My Heart" uit Gold Diggers of 1935 - Busby Berkeley
  - "Lovely Lady" en "Too Good to Be True" uit King of Burlesque - Sammy Lee
  - "Hall of Kings" uit She - Benjamin Zemach
  - "Piccolino" en "Top Hat" uit Top Hat - Hermes Pan

#### Speciale award
- David Wark Griffith, voor zijn befaamde creatieve prestaties als regisseur en producent en zijn onschatbare initiatieven en blijvende bijdragen aan de vooruitgang van de film.[2]

## Films met meerdere nominaties
De volgende films ontvingen meerdere nominaties: 
| Nominaties | Film                         | Awards |
| ---------- | ---------------------------- | ------ |
| 8          | Mutiny on the Bounty         | 1      |
| 7          | The Lives of a Bengal Lancer | 1      |
| 6          | The Informer                 | 4      |
| 5          | Captain Blood                |        |
| 4          | Les Misérables               |        |
| 4          | A Midsummer Night's Dream    | 2      |
| 4          | Top Hat                      |        |
| 3          | Broadway Melody of 1936      | 1      |
| 3          | The Dark Angel               | 1      |
| 3          | David Copperfield            |        |
| 2          | Alice Adams                  |        |
| 2          | Gold Diggers of 1935         | 1      |
| 2          | Naughty Marietta             | 1      |